# Kassel
Kassel (do 1926 r. Cassel, fr. Cassel) – miasto na prawach powiatu w Niemczech, w kraju związkowym Hesja, siedziba rejencji Kassel oraz powiatu Kassel. Położone jest nad rzeką Fuldą. Trzecie co do wielkości (106,79 km²), po Frankfurcie nad Menem i Wiesbaden, miasto Hesji. Zamieszkane przez 204 021 osób (stan na 19 lutego 2018 r.).

## Geografia
Kassel znajduje się około 70 km na północny zachód od geograficznego środka Niemiec. W ten sposób jest po Erfurcie i Getyndze najbardziej centralnie położonym dużym miastem w Niemczech.

## Historia
Pierwsze wzmianki o mieście (jako Chasella) pochodzą z 913 roku. Pomiędzy 1140 a 1148 zbudowano klasztor Ahnaberg, w którym w 1371 została pochowana królowa Polski Adelajda Heska, żona Kazimierza III Wielkiego. Prawa miejskie przyznano w 1189 roku. Rozwój od XIII wieku; w roku 1277 pierwszy landgraf heski Henryk I wybudował tu swoją siedzibę i uczynił z Kassel stolicę Hesji. Miasto leżało na szlaku znad dolnego Renu w kierunku Bałtyku i Niziny Północnoniemieckiej.

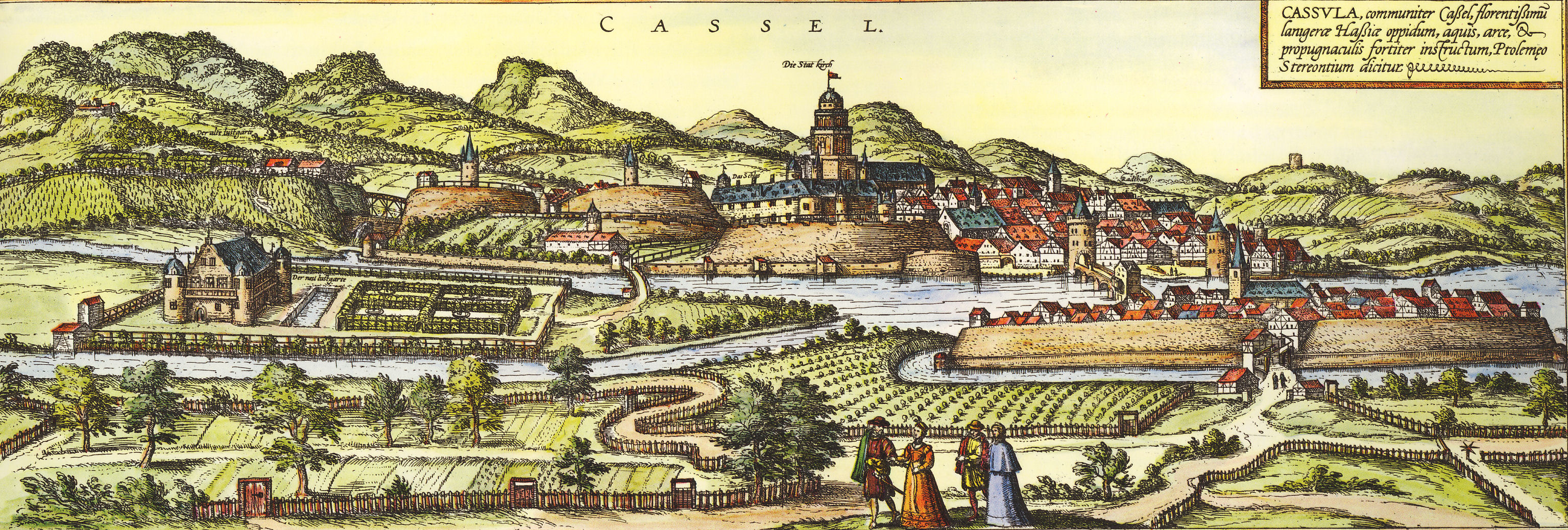
Kassel w 1572

Mapa Kassel i okolic (1789)

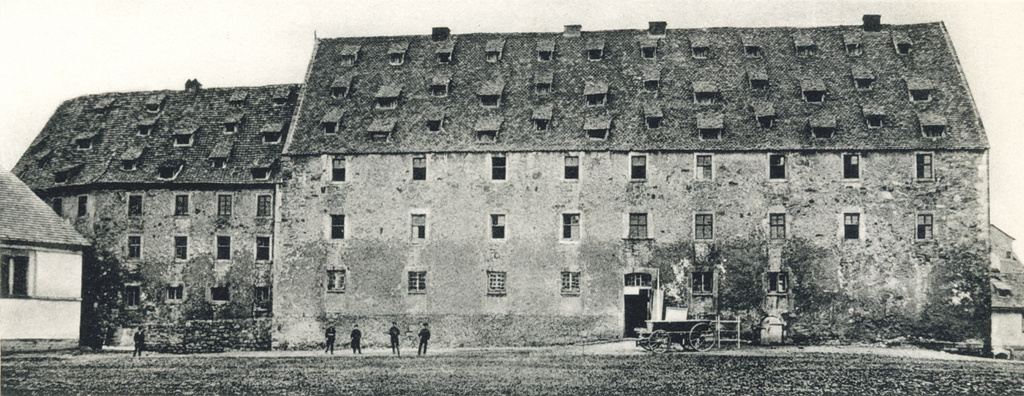
Klasztor Ahnaberg przed rozbiórką w 1878

W czasach nowożytnych było stolicą Hesji-Kassel, a od 1803 Elektoratu Hesji. Ważnym faktem dla miasta był napływ hugenotów francuskich pod koniec XVII wieku, wśród których był wynalazca Denis Papin. Podczas wojny siedmioletniej w rękach francuskich. W marcu 1761 obronione przez Francuzów w czasie oblężenia brunszwickiego, utracone po oblężeniu brytyjsko-hanowersko-brunszwickim w listopadzie 1762. W latach 1807–1813 stolica krótkotrwałego Królestwa Westfalii. W 1807 król Hieronim Bonaparte, brat Napoleona, nadał tu konstytucję królestwa. W roku 1866 Kassel zostało stolicą pruskiej prowincji Hesja-Nassau, a w 1871 wraz z prowincją znalazło się w granicach Niemiec. Po porażce Francuzów w bitwie pod Sedanem od 5 września 1870 do 19 marca 1871 w Wilhelmshöhe w niewoli pruskiej przetrzymywany był cesarz Francuzów Napoleon III Bonaparte. W okresie rewolucji przemysłowej w 2. połowie XIX wieku miasto zanotowało szybki rozwój przemysłu. W 1878 rozebrany został dawny klasztor Ahnaberg.
W czasie II wojny światowej, w nocy z 22 na 23 października 1943 r., miasto stało się celem dużego nalotu RAF-u, w rezultacie którego zginęło 5600 mieszkańców, a śródmieście Kassel zostało niemal całkowicie zniszczone. W kwietniu 1945 miejsce zwycięskiej bitwy Amerykanów przeciw Niemcom.

## Podział administracyjny
Miasto podzielone jest na 23 okręgi administracyjne (Ortsbezirk):

- Bad Wilhelmshöhe
- Bettenhausen
- Brasselsberg
- Fasanenhof
- Forstfeld
- Harleshausen
- Jungfernkopf
- Kirchditmold
- Mitte
- Niederzwehren
- Nord-Holland
- Nordshausen
- Oberzwehren
- Philippinenhof-Warteberg
- Rothenditmold
- Südstadt
- Süsterfeld-Helleböhn
- Unterneustadt
- Vorderer Westen
- Waldau
- Wehlheiden
- Wesertor
- Wolfsanger-Hasenhecke

## Demografia
Wykres zmian populacji miasta na przestrzeni wieków:

Najwyższą populację miasto osiągnęło w 1943 – 225 694 mieszkańców.
Głównymi krajami pochodzenia imigrantów według danych za 2017 rok są Turcja, Syria, Bułgaria, Polska, Włochy, Rumunia i Chorwacja.

## Zabytki i atrakcje turystyczne

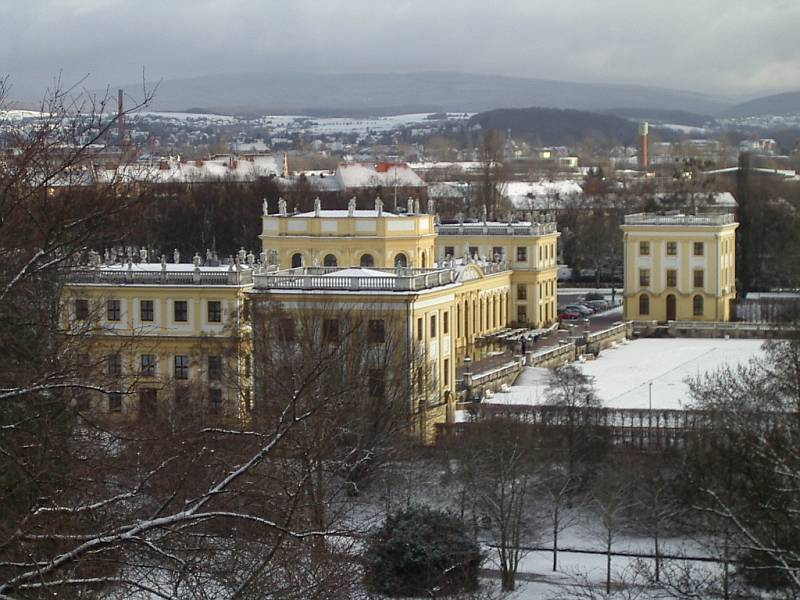
Oranżeria

- klasycystyczny pałac Wilhelmshöhe, rezydencja książąt heskich z XVIII wieku; z parkiem krajobrazowym Wilhelmshöhe wpisanym w 2013 r. na listę dziedzictwa kulturowego UNESCO
  - rokokowy pałacyk Wilhelmsthal i Sababurg („Zamek Śpiącej Królewny”)
- park Karlsaue
- muzeum Landesmuseum
- Brüder Grimm-Museum – pamiątki po braciach Grimm, którzy żyli i tworzyli w Kassel
- Neue Gemäldegalerie – nowa galeria malarstwa
- Documenta – co pięć lat wystawa sztuki współczesnej
- kościół św. Marcina – gotycki kościół halowy, odbudowany po II wojnie światowej w zmodernizowanej formie

## Gospodarka i transport

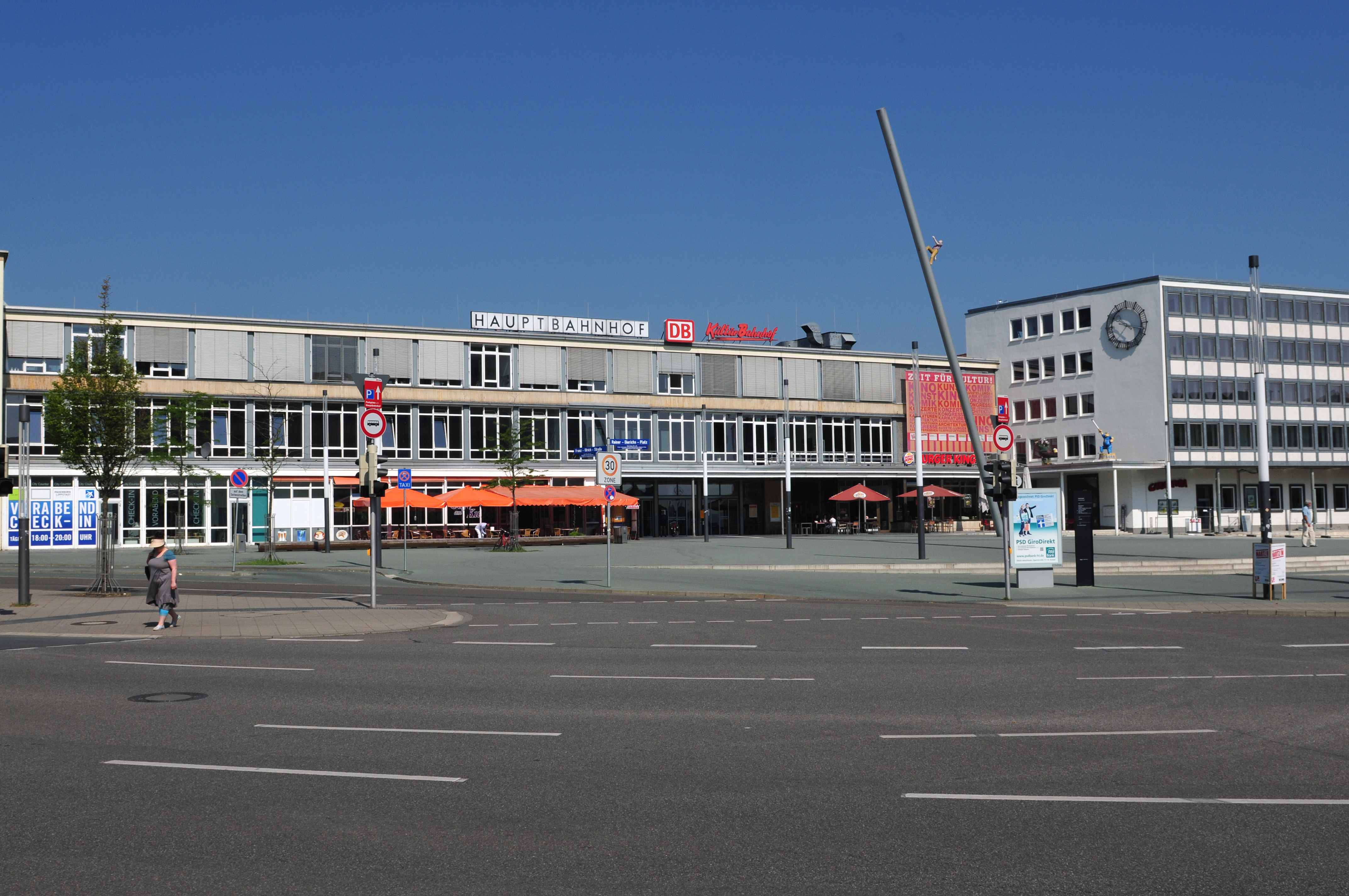
Dworzec główny

W mieście rozwinął się przemysł środków transportu, maszynowy, metalowy, zbrojeniowy, elektrotechniczny, precyzyjny oraz optyczny. Miasto stanowi ważny węzeł kolejowy (stacje Kassel-Wilhelmshöhe i Kassel-Oberzwehren) i drogowy.

## Współpraca
Miejscowości partnerskie:

- Arnstadt, Turyngia
- Florencja, Włochy
- Izmit, Turcja
- Jarosław, Rosja
- Miluza, Francja
- Mitte, Berlin
- Montana, Bułgaria
- Niestierow, Rosja
- Nowy Urengoj, Rosja
- Ramat Gan, Izrael
- Rovaniemi, Finlandia
- Västerås, Szwecja

## Ludzie związani z Kassel

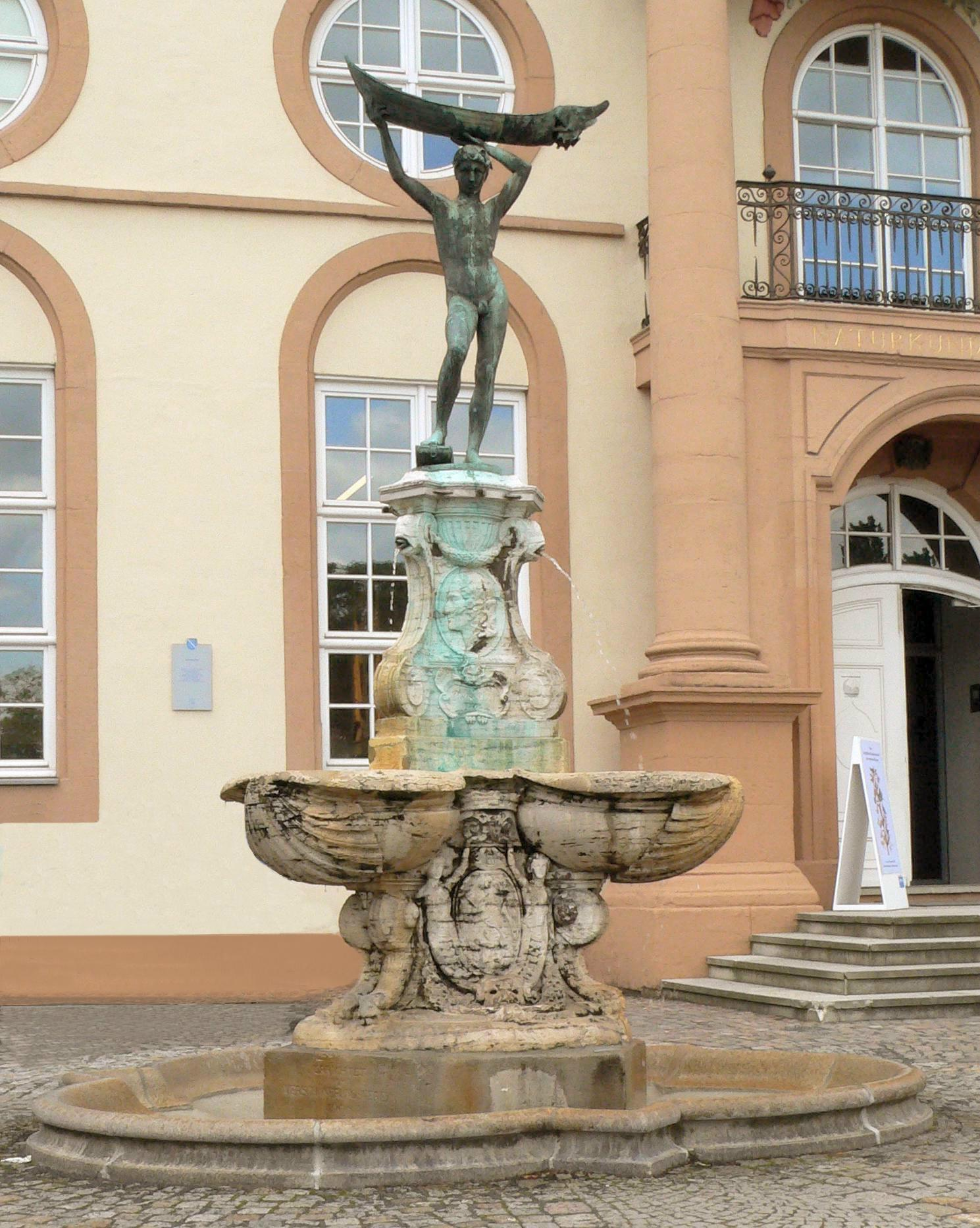
Fontanna upamiętniająca Denisa Papina

- W 1371 w klasztorze Ahnaberg w Kassel została pochowana królowa Polski Adelajda Heska.
- W 1650 w Kassel urodziła się królowa Danii i Norwegii Karolina Amelia heska, a w 1817 królowa Danii Luiza Hessen-Kassel.
- Na przełomie XVII i XVIII w. w Kassel mieszkał i pracował francuski wynalazca Denis Papin. Na początku XX w. odsłonięto fontannę, upamiętniającą Papina.
- W 1988 w Kassel zmarł polski skrzypek Henryk Szeryng.